# Alexandre V d'Imerècia
Alexandre V fou rei d'Imerècia del 1729 al 1741 i per segona vegada del 1741 al 1752. Nascut cap al 1710, era el fill gran de Jordi VII d'Imerècia. El 1717 es va exiliar a Constantinoble i demanà ajuda al soldà per expulsar els Gurieli que dominaven al seu pare. Amb un exèrcit turc va entrar al país l'agost de 1719. Jordi Gurieli va assassinar Jordi VII d'Imerècia i es va proclamar rei (febrer de 1720) però Alexandre el va derrotar el juny i va ser coronat uns mesos després. Amb ell s'establí un domini otomà molt més proper i s'establiren guarnicions a més de dominar directament alguns ports estratègics. El 1738 el rei va enviar una ambaixada a Rússia i això va despertar els recels dels turcs. El 1741 va ser deposat pels turcs en favor del seu germà Jordi IX d'Imerècia però al cap de poc va ser restaurat per les protestes de Nadir Shah de Pèrsia. Va morir el març de 1752.